# Haberstein (Kösseine)

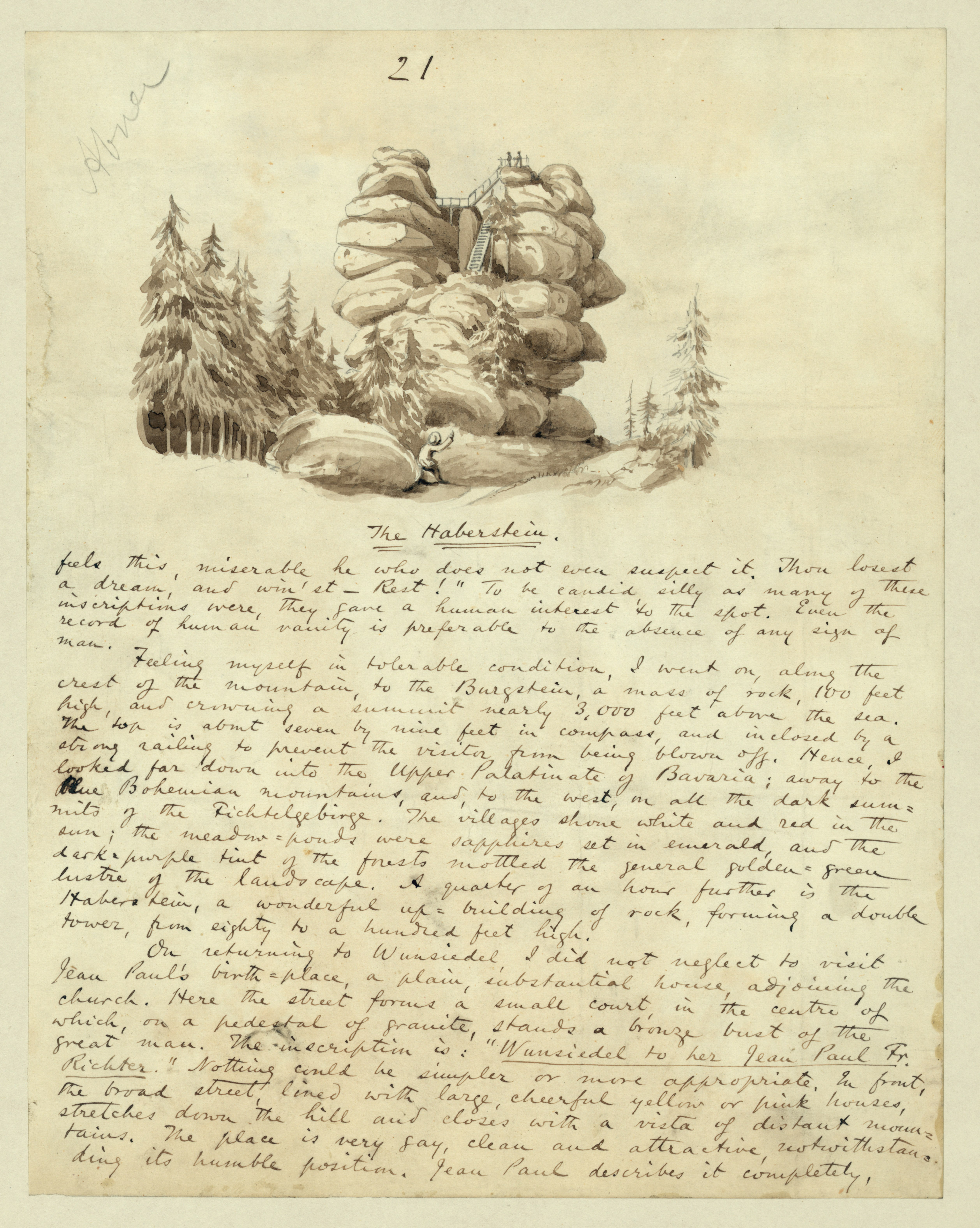
Bayard Taylor am Haberstein (1856)

Der Haberstein, bestehend aus dem Hauptgipfel Großer Haberstein und dem 200 Meter westlich liegenden Nebengipfel Kleiner Haberstein, ist ein 847 m hoher Berg im Hohen Fichtelgebirge, Landkreis Wunsiedel in Bayern. Er liegt im bayerischen Staatsforst am Fichtelgebirgs-Höhenweg, am Fränkischen Gebirgsweg zwischen Luisenburg und der Kösseine.
Der Gipfelbereich des stark bewaldeten Großen Habersteins ist eine gewaltige Felsburg aus Granit, die als Naturdenkmal (Geotop-Nummer 479R012) unter Schutz steht.

## Geologie
Bei den Felsformationen sind besonders gut die matratzenartige Verwitterungsform des Kösseine-Randgranits mit deutlich waagerechter Klüftung zu erkennen. Der ursprüngliche Verband der Felsen ist im Gegensatz zum Felsenlabyrinth der nahegelegenen Luisenburg noch erhalten. Der Haberstein ist ein geschütztes Naturdenkmal mit einer Schutzzone von 200 Metern im Umkreis, was den Ausschluss von Steingewinnung gewährleisten soll.
Auf dem obersten Felsen sind einige muldenartige Vertiefungen vorhanden – der Volksmund nannte sie „Druidenschüsseln“. Sie sind durch die Granitverwitterung entstanden und daher keine von Menschenhand geschaffenen Opferkessel für kultische Zwecke. Daneben befinden sich runde Löcher, die von Menschenhand in den Fels gemeißelt wurden. Sie hatten das Vermessungsgerüst aufgenommen, eine geodätische Einrichtung für die Landesvermessung.

## Geschichte
Urkundlich tauchte der Name Haberstein erstmals im Jahr 1393 auf, als der Waldbesitz und die Besitzgrenzen des damaligen Landesherren, des Burggrafen von Nürnberg, beschrieben wurden: „[...] der haberstein, der auf dem hochstein in der Kozzeyn liget [...]“. Mit Kozzeyn ist die Kösseine gemeint. Das Wort Haberstein enthält als Erstglied Haber-, ein altes deutsches Wort für Ziegenbock. Somit ist die wörtliche Bedeutung Ziegenbockstein.

## Tourismus
Bereits im Jahr 1879 führten Holztreppen zum höchsten Felsen, die von der damaligen Sektion Fichtelgebirge des Deutsch-Österreichischen Alpenvereins angebracht worden waren. Auf einem Kupferstich im Buch von Dr. C. W. Gümbel mit dem Titel Geognostische Beschreibung des Fichtelgebirges sind diese Treppen zu sehen. Sie führten auf den nördlichen Felsturm mit dem Namen „Kanzel“. Im Jahr 1883 wurde eine eiserne Tragekonstruktion für die Balkenlage angebracht. Die Eisenkonstruktion erfüllt bis zum heutigen Tage ihren Zweck, die Holzteile mussten witterungsbedingt wiederholt ausgebessert werden. Die Anlage wird von der Ortsgruppe Wunsiedel des Fichtelgebirgsvereins betreut.